# Cnastis longicaudis
Cnastis longicaudis är en stekelart som först beskrevs av Baltazar 1955.  Cnastis longicaudis ingår i släktet Cnastis och familjen brokparasitsteklar. Utöver nominatformen finns också underarten C. l. mindanensis.